# فريدة محمد (لاعبة اسكواش)
فريدة محمد (من مواليد 15 يناير 2002، الإسكندرية)، المعروفة سابقاً باسم فريدة أحمد، لاعبة اسكواش مصرية محترفة. حلت في المرتبة رقم 196 في التصنيف العالمي. عندما فازت ببطولة (Growthpoint South Africa Open) التي نظمها الاتحاد الدولي لمحترفي الاسكواش (PSA) في أغسطس 2018، متفوقة على زميلتها المصرية منة ناصر في المباراة النهائية. وهي تحتل حالياً المرتبة 71 وهو أعلى تصنيف عالمي لها.

## روابط خارجية
- فريدة محمد على موقع الاتحاد الدولي لمحترفي الاسكواش (مؤرشف) (الإنجليزية)
- فريدة محمد على موقع SquashInfo.com (الإنجليزية)